# Møllehave - Hellere forrykt end forgæves
Møllehave - Hellere forrykt end forgæves er en dansk film fra 2018 instrueret af Peter Klitgaard. Filmen er et portræt af Johannes Møllehave.

## Medvirkende
- Johannes Møllehave

## Eksterne Henvisninger
- Møllehave - Hellere forrykt end forgæves på Internet Movie Database (engelsk)
- Møllehave - Hellere forrykt end forgæves på Filmdatabasen
- Møllehave - Hellere forrykt end forgæves på Scope
- Møllehave - Hellere forrykt end forgæves på The Movie Database (engelsk)